# Palazzo Cimarra
Palazzo Cimarra è un palazzo di Roma, situato in  via Panisperna, nel rione Monti, proprio di fronte alla chiesa di San Lorenzo in Panisperna.

## Storia
Il palazzo fu costruito nel 1736 forse da Ferdinando Fuga, attribuzione però senza fonti certe; si sa che Fuga in quel periodo stava lavorando nella vicina chiesa di Gesù Bambino all'Esquilino).
Alla fine del XVIII secolo, passò nelle mani del conte di Souza Holstein, l'ambasciatore del Regno del Portogallo a Roma, e il palazzo in poco tempo divenne famoso per le sontuose feste e i banchetti che vi si tenevano. 
Nel secolo XIX l'edificio fu acquistato dalla famiglia Cimarra, ma, tra il 1860 e il 1870, vi erano di stanza gli zuavi pontifici, un corpo di fanteria formato da soldati provenienti principalmente da Francia, Belgio e Pesi Bassi. 
Dopo il 20 settembre, fu acquisito dallo stato italiano che continuò a usarlo come alloggiamento per i militari. Ristrutturato nel 1958, è usato dal ministero degli Interni.
La pianta del palazzo è irregolare, angoli con paraste angolari una serie di finestre e un portale rustico.